# Eichholz (Denklingen)
Eichholz (Denklingen) ist ein Ort von 106 Ortschaften der Gemeinde Reichshof im Oberbergischen Kreis im nordrhein-westfälischen Regierungsbezirk Köln in Deutschland.

## Lage und Beschreibung
Die nächstgelegenen Zentren sind Gummersbach (31 km nordwestlich), Köln (65 km westlich) und Siegen (48 km südöstlich).

## Geschichte

### Erstnennung
1559 wurde der Ort das erste Mal urkundlich erwähnt und zwar: „In Kirchenrechnungen wird Johann Schoeler zu Eichholz als Kirchmeister zu Eckenhagen genannt.“ 
Schreibweise der Erstnennung: Eichholz
| Bevölkerungsentwicklung | Bevölkerungsentwicklung |
| Jahr                    | Einwohner               |
| ----------------------- | ----------------------- |
| 1946                    | 30                      |
| 1991                    | 33                      |
| 2005                    | 27                      |
| 2008                    | 26                      |
| 2017                    | 24                      |
| 2018                    | 23                      |
| 2019                    | 23                      |